# Lanken (Schleswig-Holstein)
Lanken ist ein Naturschutzgebiet in den schleswig-holsteinischen Gemeinden Elmenhorst, Fuhlenhagen, Basthorst, Möhnsen, Havekost und Grove im Kreis Herzogtum Lauenburg. Der Name leitet sich vom slawischstämmigen Toponym Lanke ab.
Das rund 256 Hektar große Naturschutzgebiet ist unter der Nummer 203 in das Verzeichnis der Naturschutzgebiete des Ministeriums für Landwirtschaft, Umwelt und ländliche Räume eingetragen. Es wurde Ende 2009 ausgewiesen (Datum der Verordnung: 20. November 2009). Zuständige untere Naturschutzbehörde ist der Kreis Herzogtum Lauenburg.
Das aus zwei Teilflächen bestehende Naturschutzgebiet liegt nordöstlich von Schwarzenbek. Es umfasst einen Teil des rund 600 Hektar großen und bis Ende 1994 genutzten ehemaligen Standortübungsplatzes „Lanken“ mit den Wäldern Lindhorst und Ahrenshorst sowie einem Teil des Oberlaufs der Steinau mit ihren Uferbereichen. Es zeichnet sich durch unterschiedliche Lebensräume aus, darunter offene und halboffene Landschaften mit Pionierrasen, Mineralgrasfluren, Staudensäumen, Kleingewässern und Feuchtgrünland mit eingestreuten Gehölzbereichen und Knicks sowie Feucht- und Nasswälder. Teilflächen innerhalb des Naturschutzgebietes werden landwirtschaftlich genutzt. Aufgegebene ehemalige landwirtschaftliche Nutzflächen werden von Sukzessionsfauna eingenommen. Die Steinau-Niederung im Norden des Naturschutzgebietes stellt sich als noch teilweise naturnah dar.
Im Naturschutzgebiet sind in den unterschiedlichen Lebensräumen u. a. Silbergras, Kleines Habichtskraut, Hohe Schlüsselblume und Sumpfschwertlilie zu finden. Das Naturschutzgebiet ist Lebensraum verschiedener Vogel- und Amphibienarten, Heuschrecken und Libellen, darunter Feldlerche, Rebhuhn, Laubfrosch, Grünes Heupferd und Blaugrüne Mosaikjungfer.